# Hard (album de Jagged Edge)
Albums de Jagged Edge
Jagged Little Thrill
(2001) Jagged Edge
(2006)
Hard est le quatrième album studio du groupe afro-américain de RnB Jagged Edge sorti en 2003.
C'est leur premier enregistrement depuis leur scission avec le label de Jermaine Dupri So So Def. En effet, le contrat entre So So Def et Columbia prenait fin en 2002 alors que Jagged Edge est lié avec Columbia jusqu'en 2006. 2 des 16 titres qui composent cet album sont toutefois produits par Dupri ainsi que le remix du single What's it Like.
Au niveau des charts, l'album se vend moins bien que les 2 précédents mais est tout de même certifié « gold » par la RIAA avec plus de 800 000 ventes sur le territoire américain. Le single Walked Outta Heaven s'est classé en 1re place du Billboard Hot 200.

## Liste des titres
1. They Ain't J.E.
2. Walked Outta Heaven
3. Girls Gone Wild (avec Major Damage)
4. Visions (avec Tiffany Beaudoin du groupe Anjel)
5. Hard
6. Dancefloor
7. Trying to Find a Word
8. What's It Like
9. Tryna Be Your Man
10. I Don't Wanna
11. In Private
12. In the Morning
13. Shady Girl
14. Car Show (avec Big Boi)
15. They Ain't J.E. (Remix) (avec Street Katz & Woonie) (Bonus Track)
16. On My Way (After the Club) (Bonus Track)